# Edmund Dwyer Gray (Politiker, 1845)
Edmund Dwyer Gray (* 29. Dezember 1845 in Dublin; † 27. März 1888 ebenda) war ein irischer Journalist und Politiker.

## Leben
Edmund Dwyer Gray wurde Dezember 1845 als zweiter Sohn von John Gray und Anna Dwyer geboren. Nach dem Tod seines Vaters 1875 übernahm er die Leitung des Freeman’s Journal. Im Jahr 1866 rettete Gray fünf Menschen in der Dublin Bay vor dem Ertrinken. Unter den Zeugen dieser Tat befand sich auch Caroline Agnes Chrisholm, die Tochter von Christine Chrisholm. Die beiden wurden einander kurze Zeit später vorgestellt und heirateten bald darauf. Gray konvertierte hierzu zum Katholizismus. Aus der Ehe ging ein Sohn hervor, der spätere Politiker Edmund Dwyer-Gray. Für seine Rettungsaktion in der Dublin Bay empfing Gray die Tayleur Medaille, die die höchste Auszeichnung der Royal Humane Society ist.
Im Jahr 1875 wurde Gray in den Stadtrat von Dublin (Dublin Corporation) gewählt. Dort setzte er sich besonders für die Reform des Gesundheitswesens der Stadt ein. Im Jahr 1880 bekleidete er das Amt des Oberbürgermeisters von Dublin (Lord Mayor of Dublin) und im Jahr 1882 war der High Sheriff of Dublin. Dem Stadtrat gehörte er noch 1883 an.
1877 wurde Gray im Zuge einer Nachwahl in das House of Commons gewählt. Er hatte bereits 1875 erfolglos an der Nachwahl zur Neubesetzung des Parlamentssitzes seines Vaters teilgenommen. Gray gehörte dem House of Commons wie schon sein Vater bis zu seinem Tod an. Er starb im Alter von 42 Jahren nach kurzer Krankheit am 27. März 1888 und wurde am 31. März auf dem Glasnevin Cemetery beigesetzt.